# Ambavia capuronii
Ambavia capuronii (Cavaco & Keraudren) Le Thomas – gatunek rośliny z rodziny flaszowcowatych (Annonaceae Juss.). Występuje endemicznie we wschodniej części Madagaskaru.

## Morfologia
PokrójZimozielone drzewo.
LiścieMają odwrotnie jajowaty kształt. Mierzą 7–10 cm długości oraz 3,5–5 cm szerokości. Nasada liścia jest ostrokątna. Blaszka liściowa jest zaokrąglonym wierzchołku. Ogonek liściowy jest nagi i dorasta do 7 mm długości.
KwiatySą zebrane po 2–3 w pęczki, rozwijają się bezpośrednio na pniach i gałęziach (kaulifloria). Działki kielicha mają owalnie trójkątny kształt, są zrośnięte u podstawy i dorastają do 9 mm długości. Płatki mają owalny kształt i żółtawą barwę, osiągają do 6–9 mm długości. Kwiaty mają 5 owocolistków o podłużnym kształcie i długości 3 mm.

## Biologia i ekologia
Rośnie w wilgotnych lasach. Występuje na wysokości do 500 m n.p.m.